# ناوچه کلاس برونشتین
ناوچه کلاس برونشتین (به انگلیسی: Bronstein-class frigate) یک کلاس از کشتی است که طول آن ۳۷۲ فوت (۱۱۳ متر) می‌باشد.